# Priya Sigdel
Priya Sigdel (tiếng Nepal: प्रिया सिग्देल) (sinh ngày 8 tháng 12 năm 1995) là Hoa hậu Trái Đất Nepal 2018. Hiện cô đang làm việc với SAJHA PARTY và hiện cô là phó điều phối viên quốc gia của Tổ chức Thanh niên Sajha (Sajha Yuva Sangathan).

## Tiểu sử
Priya Sigdel được sinh ra ở Nepal Nepal. Cô là Chủ tịch của Hatti Hatti Nepal.. Cô cũng là điều phối viên quốc gia của Hội nghị giới trẻ Bulletin Nepal (BNYC).
Cô là điều phối viên quốc gia cho Quỹ UDAAN và Global Changemakers 2017 từ Zurich Thụy Sĩ.
Cô đại diện cho Nepal tại Hoa hậu Trái Đất 2018 và dừng chân ở Top 18. Người đăng quang năm đó là cô Nguyễn Phương Khánh đến từ Việt Nam.